# Општина Фенлак
Општина Фенлак (рум. Comuna Felnac) је општина у жупанији Арад у западној Румунији. Према попису из 2011. године у општини је био 2.931 становник. Седиште општине је насеље Фенлак. Значајна је по присутној српској националној мањини у Румунији.
Општина Фенлак се налази у источном, румунском Банату, на 20 км југозападно од града Арада. Општина се налази у Поморишју, а општински атар је равничарског карактера.

## Насељена места
Општина се састоји из 2 насеља:
- Келугерени
- Фенлак - седиште општине

## Становништво
Према попису становништва из 2011. године у општини је живео 2.931 становник. Већинско становништво су били Румуни којих је било 76,1%, затим следе Роми са 12,8% и Срби са 5,5% становништва.
| Етнички састав према попису из 2011. године‍ | Етнички састав према попису из 2011. године‍ | Етнички састав према попису из 2011. године‍ | Етнички састав према попису из 2011. године‍ | Етнички састав према попису из 2011. године‍ |
| ------------------------------------------- | ------------------------------------------- | ------------------------------------------- | ------------------------------------------- | ------------------------------------------- |
|                                             |                                             |                                             |                                             |                                             |
| Румуни                                      | Румуни                                      |                                             | 2.231                                       | 76,1%                                       |
| Роми                                        | Роми                                        |                                             | 375                                         | 12,8%                                       |
| Срби                                        | Срби                                        |                                             | 162                                         | 5,5%                                        |

На попису становништва из 1930. године општина је имала 2.895 становника, а већину су чинили Румуни.
| Етнички састав према попису из 1930. године‍ | Етнички састав према попису из 1930. године‍ | Етнички састав према попису из 1930. године‍ | Етнички састав према попису из 1930. године‍ | Етнички састав према попису из 1930. године‍ |
| ------------------------------------------- | ------------------------------------------- | ------------------------------------------- | ------------------------------------------- | ------------------------------------------- |
|                                             |                                             |                                             |                                             |                                             |
| Румуни                                      | Румуни                                      |                                             | 2.142                                       | 73,9%                                       |
| Срби                                        | Срби                                        |                                             | 537                                         | 18,5%                                       |
| Словаци                                     | Словаци                                     |                                             | 117                                         | 4%                                          |
| Мађари                                      | Мађари                                      |                                             | 50                                          | 1,7%                                        |